# Casas de los Pinos (kommunhuvudort)
Casas de los Pinos är en kommunhuvudort i Spanien.   Den ligger i provinsen Provincia de Cuenca och regionen Kastilien-La Mancha, i den centrala delen av landet, 170 km sydost om huvudstaden Madrid. Casas de los Pinos ligger 727 meter över havet och antalet invånare är 528.
Terrängen runt Casas de los Pinos är platt. Runt Casas de los Pinos är det ganska glesbefolkat, med 22 invånare per kvadratkilometer. Närmaste större samhälle är San Clemente, 9,3 km nordväst om Casas de los Pinos. Trakten runt Casas de los Pinos består till största delen av jordbruksmark.